# Мадонна (картина Мунка)
Мадонна (норв. Madonna, известна также как «Зачатие» и «Любящая женщина») — картина норвежского художника-экспрессиониста Эдварда Мунка. Первый вариант «Мадонны» был нарисован в 1893—1894 годах, в 1895 году была исполнена литография, всего Мунк создал пять вариантов картины.
В 2004 году «Мадонну» вместе с одной из версий «Крика» похитили из Музея Мунка. Обе картины были найдены в 2006 году. Они получили незначительные повреждения и в мае 2008 года были возвращены в экспозицию музея после реставрации.

## История
В мае 1890 Мунк приехал в Христианию, где проходила выставка его работ. Отзывы критиков были, как всегда, разными, но в целом более благосклонными к художнику, чем раньше. В конце года Мунк снова уехал во Францию, проведя зиму в Ницце. В апреле он посетил Салон независимых, где, вероятно, видел картины Ван Гога и Гогена.
В этот период окончательно оформился его отличительный «экспрессионистский» стиль с выразительными линиями, упрощёнными формами и сюжетами, наполненными символизмом. Вернувшись в Норвегию, Мунк написал картину «Меланхолия», в которой уже нет ничего от импрессионизма. В течение 1891 года появляется на свет первое полотно из будущего цикла «Фриз жизни» — «Настроение на закате», предтеча его будущего шедевра «Крик».
В 1892 году прошла персональная выставка Мунка, неожиданно вызвавшая восхищение у художника-пейзажиста Адельстена Нормана, имевшего репутацию консерватора. Вскоре он организовал Мунку выставку в Берлине. Однако в таком виде, как его задумал Мунк, «Фриз жизни» был представлен только в 1903 году в берлинской галерее «Сецессион». Картины, разместившиеся на четырёх стенах выставочного зала, делились на четыре секции: «Семя любви», «Любовь расцветает и гибнет», «Страх перед жизнью» и «Смерть». Среди представленных там картин были «Мадонна», «Крик», «Вечер на улице Карла Юхана», «Пепел» и «Танец жизни» .

## Описание

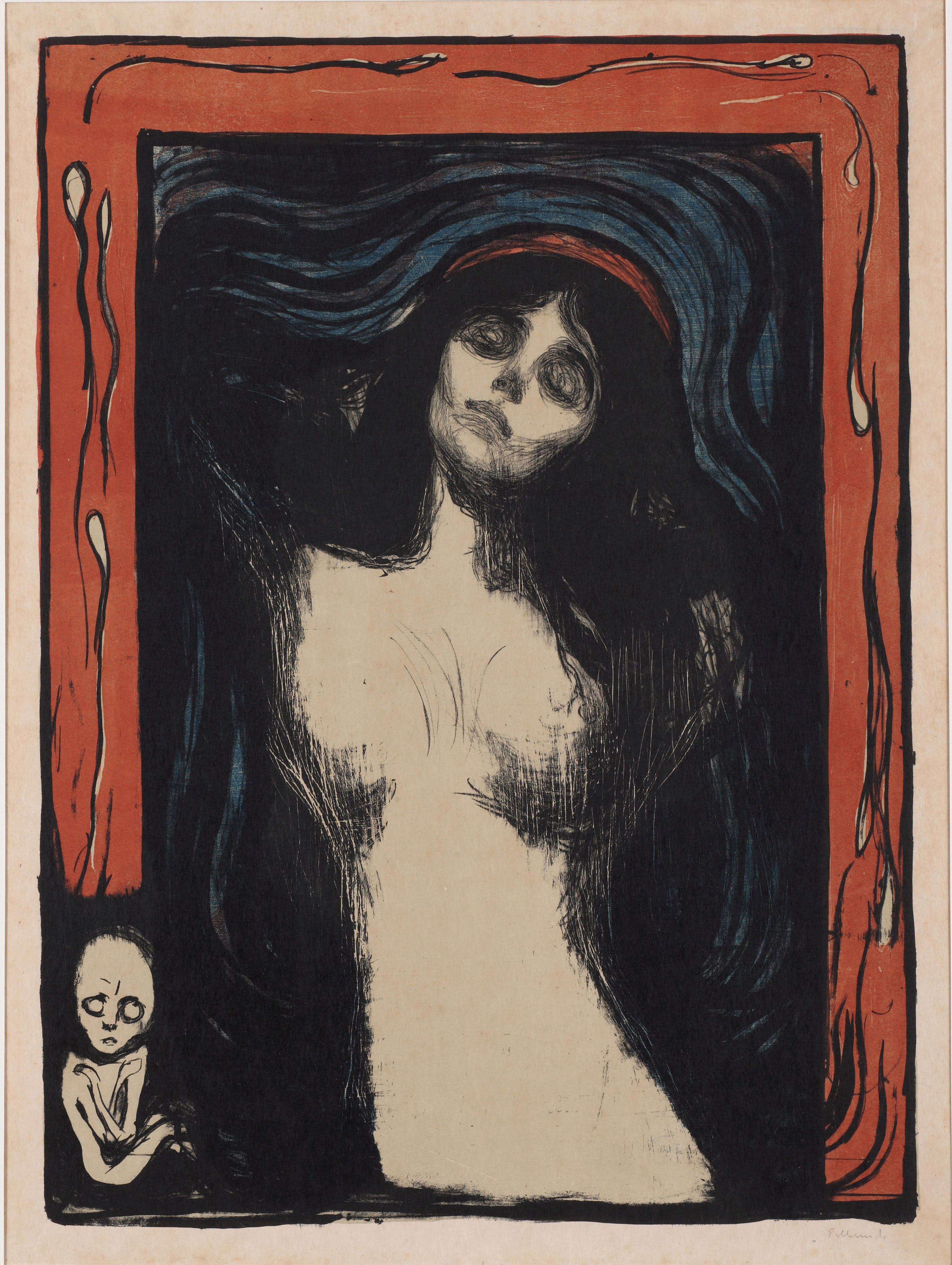
Цветная литография в художественном музее Охара. 1895—1902. 60,5 см × 44,4 см

Мадонна изображена молодой обнажённой женщиной с полузакрытыми в экстазе глазами и распущенными чёрными волосами, символизирующими беспокойную душу. Образ рождает предчувствие трагедии. От канонического изображения Мадонны остался только нимб вокруг её головы. На картине отсутствуют прямые линии — женскую фигуру окружают мягкие волны.
Картина задумывалась как отражение циклов в жизни женщины: зачатие, рождение ребёнка и смерть. Первую стадию этого цикла, предположительно, символизирует поза Мадонны, вторую Мунк отобразил в литографии 1895 года. Она отличается от других «Мадонн» Мунка своим оформлением в виде рамы с изображениями сперматозоидов и маленькой фигуркой в позе эмбриона в нижнем левом углу. Об ассоциации со смертью может свидетельствовать то обстоятельство, что любовь в понимании Мунка всегда была неразрывно связана со смертью. Кроме того, соглашаясь с Шопенгауэром, Мунк считал, что предназначение женщины полностью реализуется после рождения ребёнка.
Натурщицей для одной из версий картины была Дагни Юль — жена польского писателя Станислава Пшибышевского и близкая подруга Мунка.
Разные версии «Мадонны» в настоящее время находятся в музее Мунка и Национальном музее искусства, архитектуры и дизайна в Осло, а также в Кунстхалле в Гамбурге. Ещё две версии принадлежат частным коллекционерам.

## Кража
В 2004 году два вооружённых грабителя вынесли из музея «Мадонну» и «Крик». В мае 2006 года, когда картины ещё не были обнаружены, над предполагаемыми похитителями состоялся суд. Три человека получили от четырёх до восьми лет тюрьмы, два из них также были приговорены к крупным штрафам, ещё трое были оправданы. Полиция нашла похищенные картины в августе того же года.

## Наследие
В 2013 году в честь 150-летия Мунка норвежской почтовой компанией Posten Norge были выпущены почтовый блок и четыре почтовые марки с изображением картин художника, в том числе с «Мадонной» по цене 17 крон.